# Mick Ronson
Pour les articles homonymes, voir Ronson.
 (juin 2020).
Si vous disposez d'ouvrages ou d'articles de référence ou si vous connaissez des sites web de qualité traitant du thème abordé ici, merci de compléter l'article en donnant les références utiles à sa vérifiabilité et en les liant à la section « Notes et références ».
Michael Ronson, dit Mick Ronson, est né le 26 mai 1946 à Hull (Yorkshire, Angleterre) et mort le 29 avril 1993 à Londres (Angleterre), est un guitariste de rock britannique, principal collaborateur de David Bowie dans sa période glam rock au début des années 1970. Il a joué avec les groupes suivants : The Rats, The Hype, Mott the Hoople et bien sûr The Spiders from Mars de Bowie. Il est considéré par ses pairs comme l'un des meilleurs guitaristes de sa génération. Il a également été arrangeur et producteur.

## Biographie
Enfant, il apprend à jouer du piano, de la flûte, du violon et de l'harmonium avant de se tourner vers la guitare, découverte en écoutant Duane Eddy dont les notes graves lui évoquaient le son d'un violoncelle.
Il achète sa première guitare à 17 ans, et, en 1963, intègre son premier groupe, The Mariners. Peu après il est recruté par The Crestas, autre groupe local qui a pu constater sa dextérité à la guitare. En 1965, après que le chanteur a quitté les Crestas, Mick part tenter sa chance à Londres. Il survit grâce à divers petits jobs et intègre diverses formations comme The Voice et enfin The Rats, sans doute le tournant de sa carrière. En effet, le groupe sort quelques singles, ce qui permet à Mick d'acquérir une solide réputation de guitariste. Les principaux guitaristes ayant influencé Mick Ronson à la guitare sont Jeff Beck, Eric Clapton et Jimi Hendrix.
Après avoir joué sur un album de Michael Chapman en 1969 (Fully Qualified Survivor), Mick Ronson est présenté à David Bowie. Les deux hommes forment le groupe The Hype avec également le producteur-bassiste Tony Visconti et l'ex-Rats John Cambridge à la batterie.
L'année suivante, démarre le travail sur The Man Who Sold the World, le premier album où Ronson va tenir le rôle de guitariste soliste et d'arrangeur pour Bowie. Après cet album, Tony Visconti se tourne vers Marc Bolan et T. Rex, alors que Bowie sort Hunky Dory, toujours avec Mick à la guitare et aux arrangements, plus impliqué que jamais. Le duo Ronson-Bowie se poursuit sur l'album suivant, The Rise and Fall of Ziggy Stardust and the Spiders from Mars (1972) ; ils enchaînent avec une tournée et commencent à produire d'autres artistes, notamment Lou Reed (album Transformer pour lequel il est crédité comme coproducteur mais sur lequel il a réalisé les arrangements, joué de la guitare (sur le titre Vicious (en) entre autres) et même joué du piano (sur Perfect Day).
Le duo continue jusqu'à Pin Ups, autre album de Bowie, puis les deux hommes prennent des directions différentes.
Mick sort Slaughter on 10th Avenue, un premier album solo, en 1974, puis, sur le point de sortir son second, Play Don't Worry, il est engagé par Ian Hunter, leader de Mott the Hoople, pour finir leur tournée européenne.
Il est alors présenté à Bob Dylan et intègre la tournée de celui-ci, la Rolling Thunder Revue, entre fin 1975 et début 1976. À cette époque, Mick Ronson s'installe à Woodstock (États-Unis) avec sa femme et sa fille.
Mick Ronson tente d'enregistrer un album avec un nouveau groupe, mais l'aventure tourne court à cause de problèmes financiers. Néanmoins les maquettes enregistrées à cette époque ont été remixées et sortent, en 1999, sous le titre Just Like This (en). Ces titres sont également présents dans le coffret Only After Dark The Complete Mainman Recordings sorti en novembre 2019.
Durant les années 1980, Mick a été producteur, arrangeur et occasionnellement compositeur pour divers groupes. À cette époque, il a pratiquement arrêté de jouer de la guitare, ne se reconnaissant pas dans la nouvelle tendance shred alors en vogue (il a déclaré ne pas avoir touché une guitare, même pas une fois, entre 1983 et 1989). C'est ainsi qu'il partira en tournée avec Ian Hunter en tant que claviériste.
À la fin des années 1980, il s'expatrie en Suède pour produire quelques groupes et revient à Londres, en 1991, pour une tournée solo. Peu après, il apprend qu'il est atteint d'un cancer du foie inopérable. Il continue malgré tout à produire et à jouer avec différents groupes, il est invité sur l'album Black Tie White Noise de David Bowie et sur un enregistrement de Bob Dylan.
Déjà malade, il joue sur deux chansons lors du concert hommage à Freddie Mercury, The Freddie Mercury Tribute, qui a lieu le 20 avril 1992 au stade Wembley à Londres :
- avec David Bowie et Queen, Heroes/The Lord's Prayer ;
- avec Ian Hunter/David Bowie/Joe Elliott/Phil Collen et Queen, All The Young Dudes.

Il meurt le 29 avril 1993 d'un cancer du foie, à 46 ans, pendant l'enregistrement de son troisième album solo (qui sort un an plus tard à titre posthume sous le nom de Heaven and Hull (en)) alors qu'il commençait à être reconnu en tant que producteur après sa prestation sur l'album Your Arsenal de Morrissey.
Les dernières sessions auxquelles a participé Mick Ronson sont celles avec The Wildhearts (en) (il devait initialement produire l'album, mais a dû y renoncer en raison de son état de santé). Il a néanmoins joué le solo de guitare sur le titre My baby is a Headfuck, enregistré en 1992 et sorti en 1993.

## Vie privée
Michael Ronson est né à Beverley Road, à Kingston upon Hull en 1946, puis a déménagé à Greatfield (en). Il était le fils aîné de George et Minnie Ronson, et avait deux frères et sœurs cadets, Maggi et David. Mick Ronson a eu un premier fils, Nicholas (né en 1971) issu de sa relation avec sa compagne de l'époque, Denise Irvin. Mick Ronson a ensuite été marié à Suzanne Fussey, une coiffeuse qui travaillait pour David Bowie à l'époque de la tournée Ziggy Stardust (elle est l'auteure de la coupe de cheveux courts teints en rouge de David Bowie). Ils ont eu une fille, Lisa (née en 1977), qui fut chanteuse du groupe The Secret History. Il a ensuite eu Joakim (né en 1990), de son union avec Carola Westerlund.

## Matériel
- Mick Ronson est connu pour avoir utilisé une Gibson Les Paul Custom 1968 Black beauty (en) dont la peinture de la table a été poncée, laissant l'érable apparent. Les capots des micros ont été retirés. À cette époque, l'ampli principal utilisé par Mick Ronson était une tête d'ampli Marshall Major de 200 W surnommée « the Pig », accompagnée d'un cabinet de 120 W 4x12 (Celestion).
- Mick Ronson utilisait assez peu d'effets : on peut citer un Tonebender MK I (ayant appartenu à Pete Townshend des Who), une Wah Cry Baby (qu'il utilisait principalement en position à peine relevée, la tonalité de la guitare étant souvent laissée à zéro, ce qui est à l'origine de son son caractéristique) et un Roland Space Echo.
- Après sa collaboration avec Bowie, on a pu le voir utiliser différents modèles de Gibson Les Paul en plus de sa Les Paul Custom emblématique (jusqu'à ce que celle-ci ait la tête cassée, réparée, après quoi Mick Ronson en fit don à un Hard Rock Café en Australie où elle resta plusieurs années, jusqu'à ce qu'un fan retrouve sa trace et la rachète).
- À la fin de sa carrière, sa guitare principale était une Fender Telecaster de couleur ice blue metallic (produite entre 1965 et 1969) et dont le micro chevalet a été remplacé par un Seymour Duncan Hot Stack. C'est cette guitare que l'on a pu voir lors du concert hommage à Freddie Mercury en 1992. Cette guitare semble câblée sans contrôle de tonalité (quand on sait qu'à l'époque de Ziggy il mettait la tonalité des micros à zéro et qu'il ajustait ensuite avec sa pédale Wah, ce n'est pas incohérent).
- Sur les vidéos des sessions de l'album Black Tie white noise de David Bowie auquel il a collaboré, on peut le voir utiliser une ESP M1 couleur crème (guitare de forme Stratocaster) comportant un seul micro double bobinage en position chevalet, accastillage doré et vibrato type Floyd Rose et un manche avec touche palissandre.
- Lors des différents concerts effectués avec Ian Hunter, il était fréquent que l'un et l'autre se prêtent leurs instruments (on a pu voir Ian Hunter utiliser la fameuse LP Custom de M. Ronson, ou Mick Ronson utiliser une Stratocaster de I. Hunter par exemple).

## Anecdotes
- À l'époque des Spiders from Mars, il a découvert que son ancienne professeure de piano n'était autre que la grand-mère du bassiste Trevor Bolder, lui aussi membre des Spiders from Mars.
- Mick Ronson n'était pas très attaché au matériel : pour lui une guitare était « un bout de bois avec des cordes ».
- Maggi Ronson, la sœur de Mick Ronson, a assuré une partie des chœurs sur l'album Slaughter on 10th Avenue.
- Lors du concert hommage à Freddie Mercury en 1992, il interprète Heroes avec David Bowie et Queen. Il utilise un eBow (sorte d'"archet électrique") pour reproduire le son de guitare très particulier de l'album original, que Robert Fripp avait élaboré avec des effets très complexes. Le titre n'a été répété qu'une fois ou deux avant le passage sur scène.

## Discographie

### Solo
- Slaughter on 10th Avenue (1974, UK Album Chart, n° 9)
- Play Don't Worry (1975, UK Album Chart, n° 29)
- Heaven and Hull (1994)
- Just Like This (enregistré en 1976, sorti en 1999)
- Showtime (live en 1976 et 1989, sorti en 1999)
- Indian Summer (en) (enregistré en 1981-2, sorti en 2001)
- Only After Dark The Complete Mainman Recordings (2019, Coffret)

### Avec David Bowie
- The Man Who Sold the World (1970)
- Hunky Dory (1971)
- The Rise and Fall of Ziggy Stardust and the Spiders from Mars (1972)
- Aladdin Sane (1973)
- Pin Ups (1973)
- Ziggy Stardust: The Motion Picture (1983)
- Black Tie White Noise (1993)
- Bowie at the Beeb (2000)
- Live Santa Monica '72 (2008)

### Avec Lou Reed
- Transformer (1972)

### Avec Mott the Hoople
- Saturday Gigs (single, 1974)

### Avec Hunter/Ronson
- Yui Orta (1989)

### Avec Ian Hunter
- Ian Hunter (1975)
- You're Never Alone with a Schizophrenic (1979)
- Welcome to the Club (1980)
- Short Back 'n' Sides et Long Odds And Out-takes (1981)
- All of the Good Ones Are Taken (1983)
- BBC Live in Concert (1995)

### Avec John Cougar Mellencamp
- Chestnut Street Incident (1976)
- American Fool (1982)

### Avec Morrissey
- Your Arsenal (1992)

### Avec Bob Dylan
- Hard Rain (1976)
- The Bootleg Series Vol. 5: Bob Dylan Live 1975, The Rolling Thunder Revue (2002)

### Collaborations
- Tony Visconti, Inventory (1970)
- Elton John, Tumbleweed Connection (1970) (Les titres sur lesquels Mick Ronson joue ne seront publiés qu'en 1991.)
- Pure Prairie league, Bustin'Out (1972)
- Dana Gillespie, Ain't Gonna Play No Second Fiddle (1973)
- Bob Sargeant, First Starring Role (1974)
- Roger McGuinn, Cardiff Rose (1975)
- Kinky Friedman, Lasso From El Paso (1976)
- Michael Chapman, The Man Who Hates Mornings (1976)
- Sparks, Big Beat (1976)
- Topaz, singles Choo Choo Choo et Country Killer 1977)
- Van Morrison, A Period of Transition (1977)
- Roger Daltrey, One of the Boys (1977)
- Corky Laing (en), Making It On The Streets (1977)
- Annette Peacock, X-Dreams (1978)
- Rich Kids, Ghosts of Princes In Towers (1978)
- Benny Mardones (en), Hank God For Girls (1978)
- Slaughter and the Dogs, Do It Dog Style (1978)
- Dead Fingers Talk, Storm the Reality Studios (1978)
- Roger C. Reale & Rue Morgue, Radioactive (1979)
- Ellen Foley, Night Out (1979)
- Genya Ravan, And I Mean It! (1979)
- David Johansen, In Style (1979)
- Iron City Houserockers (en), Have a Good Time But Get Out Alive (1980)
- The Johnny Average Band, Some People (1980)
- Lennex, Midnight In Niagara (1981)
- Stanley Frank, singles Canadian Boy et un For The Sun (1981)
- The Proof, It's Safe (1981)
- Lisa Bade, Suspicion (1982)
- Los Illegals, Internal Exile (1982)
- Les Fradkin (en), Going Back (1982)
- The Mamas and The Papas, Many Mamas, Many Papas (1982)
- T-Bone Burnett, Proof Through The Night (1982-1983)
- Perfect Affair, Visions (1983)
- The Visible Targets, Utistic Savant (1983)
- Lisa Dalbello, WhoManFourSays (1984)
- Ian Thomas, ll of The Good Ones Are Taken (1984)
- Urgent (en), Cast The First Stone (1984)
- Sandy_Dillon (en), album Flowers (1985)
- One the Juggler (en), Nearly a Sin (1985)
- Andi Sex Gang, Love and Danger (1986)
- Cody Meville, singles Voices, One More Goodnight, Drop The Needle On, et International Appeal (1986)
- Rick Rose, single Gypsy Jewelry/Under The Sky, Under The Moon (1987)
- Marie Laure et Lui, single C'est Pas Le Perou/Same Me Glace (1987)
- David Lynn Jones (en), Hard Times On easy Street (1987)
- Funhouse, singles Twisted Heart, Gotta L et Loose et World On Fire (1987)
- The Phantoms, single I Just Forgot (1987)
- Fatal Flowers, Johnny D. Is Back (1988)
- The Toll (en), The Price of Progression (1988)
- The Fentons, Radio Wasteland (1988)
- Fatal Flowers, Pleasure Ground (1989)
- Secret Mission, Strange Afternoon (1990)
- Marino, Best of Marino, Vol. 1 (1990)
- Randy VanWarmer (en), The Vital Spark (1991, album sorti en 1994)
- Leather Nun (en), Nun Permanent (1991)
- Dag Finn, The Wonderful World Of D. Finn (1991)
- Casino Steel, Casino Steel and the Bandits featuring Mick Ronson (1991)
- Sonic Walthers, Medication (1992)
- The Wildhearts (en), single My Baby Is A Headfuck (1992)

## Filmographie
- Concert :
  - 1973 Ziggy Stardust and  the Spiders from Mars, de D. A. Pennebaker
  - 2012 Ian Hunter - Live At Rockpalast Featuring Mick Ronson, de Made In Germany Music (enregistré en 1980)

- Documentaire :
  - 2017 : Beside Bowie: The Mick Ronson Story, de Jon Brewer (en).